# تشانغ روي
تشانغ روي (بالصينية: 張瑞) هي لاعبة تنس الطاولة صينية، ولدت في 25 يناير 1979.